# José Luis Tinturé Miranda
José Luis Tinturé Miranda (Gijón, 1915 - 1984) fue un médico español especializado en cirugía y traumatología.

## Biografía
Hijo de Tomás Tinturé Matamoros y María Luisa Miranda de Grado y Pérez-Herce, nació en Gijón el 15 de abril de 1915. Estudió el bachillerato en el Instituto Jovellanos de Gijón y se licenció en Medicina y Cirugía en la Universidad de Valladolid en 1941. Más tarde realizó los estudios de Doctorado en Madrid colaborando en la Clínica Médica del Dr. Agustín Cañizo y con el Dr. José Estella en el Hospital Clínico de San Carlos.
En 1945 regresó a Gijón inscribiéndose en el Colegio Oficial de Médicos de Asturias con el número 603. En 1947 contrae matrimonio con Erundina Eguren Rubio con quien tuvo siete hijos: José Luis, Tomás, Ana María, Juan Carlos, Enrique, Alejandro y María del Mar. Falleció en Gijón el 1 de marzo de 1984.

## Profesión
Una vez terminados sus estudios de doctorado en Madrid y los de postgrado con el cirujano Rafael Vara López, inicia su carrera profesional en Gijón tanto en la medicina pública como en la privada. En la medicina pública fue cirujano del Seguro Obligatorio de Enfermedad (SOE) y traumatólogo de la Obra 18 de Julio y de la Caja Nacional de Accidentes de Trabajo. En noviembre de 1968 fue nombrado Jefe del Servicio de Cirugía General en la Residencia Sanitaria "José Gómez Sabugo" de Gijón (Hospital de Cabueñes), cargo que compatibilizó con su actividad en la medicina privada que desarrollaba en el Sanatorio Covadonga y en el Hospital de Begoña.
Pese a su intensa actividad profesional nunca abandonó su formación manteniendo contactos con instituciones españolas (como el Instituto Policlínico de Barcelona y el Hospital de la Princesa de Madrid) y extranjeras. Igualmente fue miembro de varias sociedad médicas: Asociación Española de Cirujanos, Societé Internationale de Chirugie, Sociedad española de Cirugía Ortopédica y Traumatología y Sociedad Española de Patología Digestiva, entre otras.